# Wiener Naht

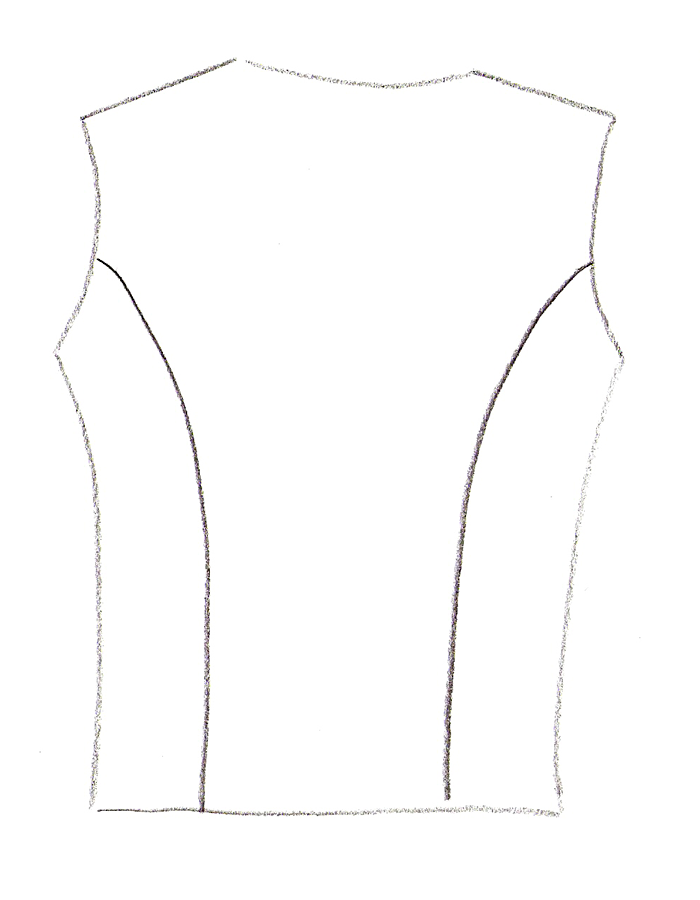
Wiener Naht an einem Rückenteil

Wiener Naht bezeichnet eine senkrechte Teilungsnaht, im Vorderteil über die Brustspitze, oder im Rückenteil eines Kleidungsstückes, die in einem sanften Bogen an beiden Seiten des Kleidungsstücks in das Armloch geführt wird. Sie endet am Saum oder in der Taille.
In einer Wiener Naht kann der Brust- und Taillenabnäher und am Rückenteil der Schulter- und Rückenabnäher untergebracht werden. Dadurch kann ein Kleidungsstück besonders eng an den Körper modelliert werden, weshalb sie bei figurnaher Oberbekleidung eingesetzt wird.  Sie wird häufig bei Damenblusen sowie bei Trachtenkleidern, wie etwa Dirndln, angewandt.
Bei Herrenbekleidung findet man die Wiener Naht traditionell am Frack, am Bordfrack, an verschiedenen Uniformröcken (Dolman) und Soutanen.